# La Genevoise
La Genevoise Assurances était la quatrième compagnie d'assurances sur la vie en Suisse. Fondée en 1872 à Genève, La compagnie s'est durant ses 75 premières années exclusivement attachée aux assurances de personnes. À la suite de la création de la Genevoise Générale en 1950, elle est devenue un assureur toutes branches.
À la suite de la réorientation stratégique du groupe Zurich Financial Services duquel la Genevoise faisait partie depuis 1991, les activités de la Genevoise, et celles, respectivement, de la « Zurich » Compagnie d’Assurances sur la Vie et de la « Zurich » Compagnie d’Assurances, furent intégrées dans la même entité, ce qui entraîna la disparition de la marque Genevoise sur le marché au début du XXIe siècle,.

Ancien logo.